# Roll with the Wind
«Roll with the Wind» (рус. Кружись вместе с ветром) — песня и третий сингл с дебютного альбома Fairytales норвежского исполнителя Александра Рыбака. Песня была написана Мэртоном Эрикссоном и Лизой Эрикссон.

## Чарты
«Roll with the Wind» стартовал в норвежских чартах 2 июня 2009 года на 16-м месте. В это же время на самой вершине чарта находятся и два других сингла Александра Рыбака «Funny Little World» и «Fairytale». На следующей неделе сингл поднялся до 10-й строчки.
| Чарт (2009)             | Высшая Позиция |
| ----------------------- | -------------- |
| Norwegian Singles Chart | 10             |

## Релизы
| Страна   | Дата        | Формат                  |
| -------- | ----------- | ----------------------- |
| Норвегия | 2 июня 2009 | Радио, digital download |
| Россия   | —           | —                       |